# Гонсалес-и-де-Санта-Крус, Роке
Роке Гонсалес-и-де-Санта-Крус (исп. Roque González y de Santa Cruz, 17 ноября 1576[…], Асунсьон, Испанская империя — 15 ноября 1628, Сан-Мигел-дас-Мисойнс, Королевство Португалия) — священник-иезуит, миссионер среди гуарани в Парагвае. Мученик, святой Римско-католической церкви.

## Биография
Родился в городе Асунсьон (ныне в Парагвае) в семье испанских колонистов Бартоломе Гонсалес-и-де-Вильяверде и Марии де Санта-Крус, оба из знатных семей. Из-за большого количества коренного населения в регионе с раннего возраста свободно говорил на гуарани и на родном испанском.
В 1598 году 23-летний Гонсалес был рукоположен в священники епископом Кордовы. В 1609 году стал иезуитом и начал вести миссионерскую деятельность на территории нынешней Бразилии. Первый известный европеец, ступивший на территорию нынешнего штата Риу-Гранди-ду-Сул, распространил здесь Иезуитские редукции.
В 1613 году возглавил основание редукции Сан-Игнасио-Мини. В 1615 году основал Итапуа (ныне Посадас) в аргентинской провинции Мисьонес. Позже ему пришлось перенести редукцию на другой берег реки, где сейчас находится город Энкарнасьон. Также основал редукции Консепсьон-де-ла-Сьерра-Канделария (1619), Канделария (1627), Сан-Хавьер, Япею (ныне в провинции Корриентес), Сан-Николас, Асунсьон-дель-Ихуи и Кааро (ныне в Бразилии).
В районе Июи у него возник конфликт с местным вождём и шаманом (касиком) Ньесу (Сезу). 15 ноября 1628 года, перед установкой нового колокола для церкви миссии Тодос-лос-Сантос-де-Кааро, Гонсалес был убит томагавком вместе со своим товарищем-иезуитом Альфонсом Родригесом Ольмедо по приказу местного вождя. Их тела втащили в церковь, которую потом подожгли. Их коллега Хуан дель Кастильо также был убит двумя днями позже.

## Почитание
Беатифицирован 28 января 1934 года папой Пием XI. Канонизирован вместе со своими спутниками Родригесом и дель Кастильо 16 мая 1988 года папой Иоанном Павлом II. Первый святой, родившийся на территории современного Парагвая.
День памяти — 15 ноября.